# بنت أصول (ألبوم)
بنت أصول هو الألبوم الثاني عشر للمطربة اللبنانية ديانا حداد، تم انتاجه بواسطة شركة بلاتينيوم ريكورد.

## عن الالبوم
طرحت الفنانة ديانا حداد ألبوم «بنت أصول» في الاسواق متضمناً موال و13 أغنية حملت ألواناً غنائية متعددة، إختارتها ديانا من بين عشرين أغنية قامت بتسجيلها وتنفيذها خلال تلك الفترة، والذي تتعاون به في عملية التوزيع مع شركة «بلاتينيوم ريكورد» التابعة لمجموعة MBC الإعلامية، بعد قامت ديانا بعملية الإنتاج كاملة.
جاءت الأغنية الأولى في الألبوم من بالشكل الخليجي تحت عنوان بالراحة عليه من كلمات عبد الله العماني وألحان فهد الناصر وتوزيع زيد نديم، وهي من الأغنيات التي تحمل إيقاعات سريعة.
والاغنية الثانية كانت من الحان الملحن الكويتي فهد الناصر أيضا والتي تحت مسمى يا وقت التي كتبها الشاعر الإماراتي علي الخوار ووزعها موسيقياً الفنان حسام كامل، بالإضافة إلى أغنية قالت ديانا التي ضمتها إلى الألبوم بعد أن طرحتها بشكل منفرد مصورة مع المخرج اللبناني فادي حداد.
كما ضم الألبوم أغنيات أخرى على الشكل الخليجي، ومنهم كيد النسا تعاونت بها مع الشاعر مشرف العتابي، والملحن عمر باسل وتوزيع زيد نديم.
كما ظهرت في أغنية خليجية ممتزجة بالطراز العراقي وهي أغنية ودي حكي التي من تأليف الشاعر العراقي ضياء الميالي، وألحان وتوزيع حسام كامل، الذي حمل نصيب الأسد في عملية توزيع أغنيات الألبوم، والتي استمرت للأغنية الخليجية الأخيرة في الألبوم يا حظ قلبي التي كتبها الشاعر عبد الرزاق العيسى، ولحنها الكويتي حمد راشد الخضر.
وظهر الشكل المصري في الألبوم أيضا والتي قدمتها ديانا بالأسلوبين الكلاسيكي الحديث واللون الإيقاعي السريع، حيث تتعاون في الأغنية الكلاسيكية إسمع كلامهم مع الشاعر الغنائي المصري مصطفى مرسي، والملحن المصري أشرف سالم، والموزع الموسيقي رفيق عاكف.
والأغنية المصرية الثانية من كلمات الشاعر الغنائي المصري وائل توفيق ألحان المصري أحمد محيي تحت مسمى ايه رايك والتي تحمل الإيقاع المصري السريع الذي قام بتوزيعه موسيقياً الفنان حسام كامل، وقامت بتسجيله في استديو صوت الحب بالقاهرة، وقامت بوضع صوتها عليها بستوديوهات أغاني في دبي.
ومن خلال أربعة أغنيات وموال، جاء الطراز اللبناني الشعبي الذي يحمل بين طياتها الكلمة اللبنانية التي تعاونت بها مع الشاعر والملحن اللبناني ياسر جلال، الذي تتعاون معه من خلال ثلاث أغنيات والموال.
والى جانب الموال، قدمت ديانا أغنية رجع الشتي إهداء إلى روح والديها، والتي قامت بالكتابة بين صفحات غلاف الألبوم عبارة «إهداء إلى من منحني الحب والحنان.. إلى روح أمي وأبي (رحمهما الله)».
هذا وقد قدمت ديانا من خلال الأغنيات اللبنانية، أغنية مخصصة للأفراح، تحمل بين كلماتها وتوزيعها الموسيقي مشاعر خاصة للعروسين أو المحبوبين، حملت عنوان توب الفرح قام بتنفيذ توزيعها الموسيقي روجيه خوري الذي قام بتوزيع الأغنية التي حملت عنوان الألبوم بنت أصول.
وقد تعاونت ديانا حداد مع الملحن اللبناني وسام الأمير في أغنية يشهد الله التي أطلقتها عبر الإذاعات اللبنانية، من كلمات حسين علي إسماعيل، وتوزيع روجيه خوري أيضاً، وقامت بتنفيذها في لبنان بستوديوهات بودي نعوم ببيروت.
كما طرحت ديانا الأغنية العربية العالمية التي قدمتها بشكل «دويتو» مع الفنان العالمي كارل وولف، الذي كتب بنفسه الكلمات الإنجليزية، لتسند ديانا الكلمات العربية للشاعر اللبناني ياسر جلال، لتأتي الألحان لكارل وولف والتوزيع الموسيقي لداني نفيل، وحملت عنوان أنت معي وتم تنفيذها في ستوديو داني نفيل في دبي.
هذا وقامت ديانا حداد بتصوير وتصميم غلاف الألبوم «بنت أصول» بعدسة اللبناني دافيد عبد الله، الذي أظهرها بصورة ومظهر جديدين.

## أغاني الألبوم
- بنت اصول
- اسمع كلامهم
- رجع الشتا
- ودي احكي
- بالراحة عليا
- كيد النسا
- ياوقت قول
- أنت معي
- يشهد الله
- ياحظ قلبي
- غيه رايك
- توب الفرح
- قالت ديانا
- رجع الشتا - موال